# Брукс, Натан
На́тан Ю́джин Брукс (англ. Nathan Eugene Brooks; 4 августа 1933, Кливленд — 14 апреля 2020) — американский боксёр легчайшей и наилегчайшей весовых категорий. В начале 1950-х годов выступал за сборную США: чемпион летних Олимпийских игр в Хельсинки, участник многих международных турниров и национальных первенств. В период 1953—1958 боксировал на профессиональном уровне, владел титулом чемпиона Северной Америки.

## Биография
Натан Брукс родился 4 августа 1933 года в Кливленде, штат Огайо. Первого серьёзного успеха на ринге добился в возрасте семнадцати лет, когда в наилегчайшем весе выиграл национальный турнир «Золотые перчатки» в Чикаго, а также стал чемпионом междугородних «Золотых перчаток». Год спустя повторил это достижение и, кроме того, победил в матчевой встрече со сборной Европы. Благодаря череде удачных выступлений удостоился права защищать честь страны на летних Олимпийских играх 1952 года в Хельсинки — одолел здесь всех своих соперников в наилегчайшей весовой категории, в том числе южноафриканца Вилли Тоуила и немца Эдгара Базеля в полуфинале и финале соответственно.
Получив золотую олимпийскую медаль, Брукс решил попробовать себя среди профессионалов и покинул сборную. Его профессиональный дебют состоялся в январе 1953 года, своего первого соперника Рэя Адамса он победил по очкам в четырёх раундах. В течение последующих месяцев провёл несколько удачных поединков, но в сентябре неожиданно потерпел поражение от малоизвестного боксёра Эдди Кроуфорда.
Несмотря на проигрыш, Брукс продолжил выходить на ринг и в феврале 1954 года завоевал титул чемпиона Северной Америки в легчайшем весе, победив техническим нокаутом опытного Билли Пикока. Тем не менее, защитить выигранный чемпионский пояс ему ни разу не удалось, уже во время первой защиты судьи единогласным решением передали это звание мексиканцу Ратону Масьясу. Впоследствии Натан Брукс оставался действующим спортсменом вплоть до конца 1958 года, однако не смог выиграть ни в одном из своих матчей. Всего в профессиональном боксе провёл 19 боёв, из них 10 окончил победой (в том числе 3 досрочно), 9 раз проиграл.